# 奇蹟人間

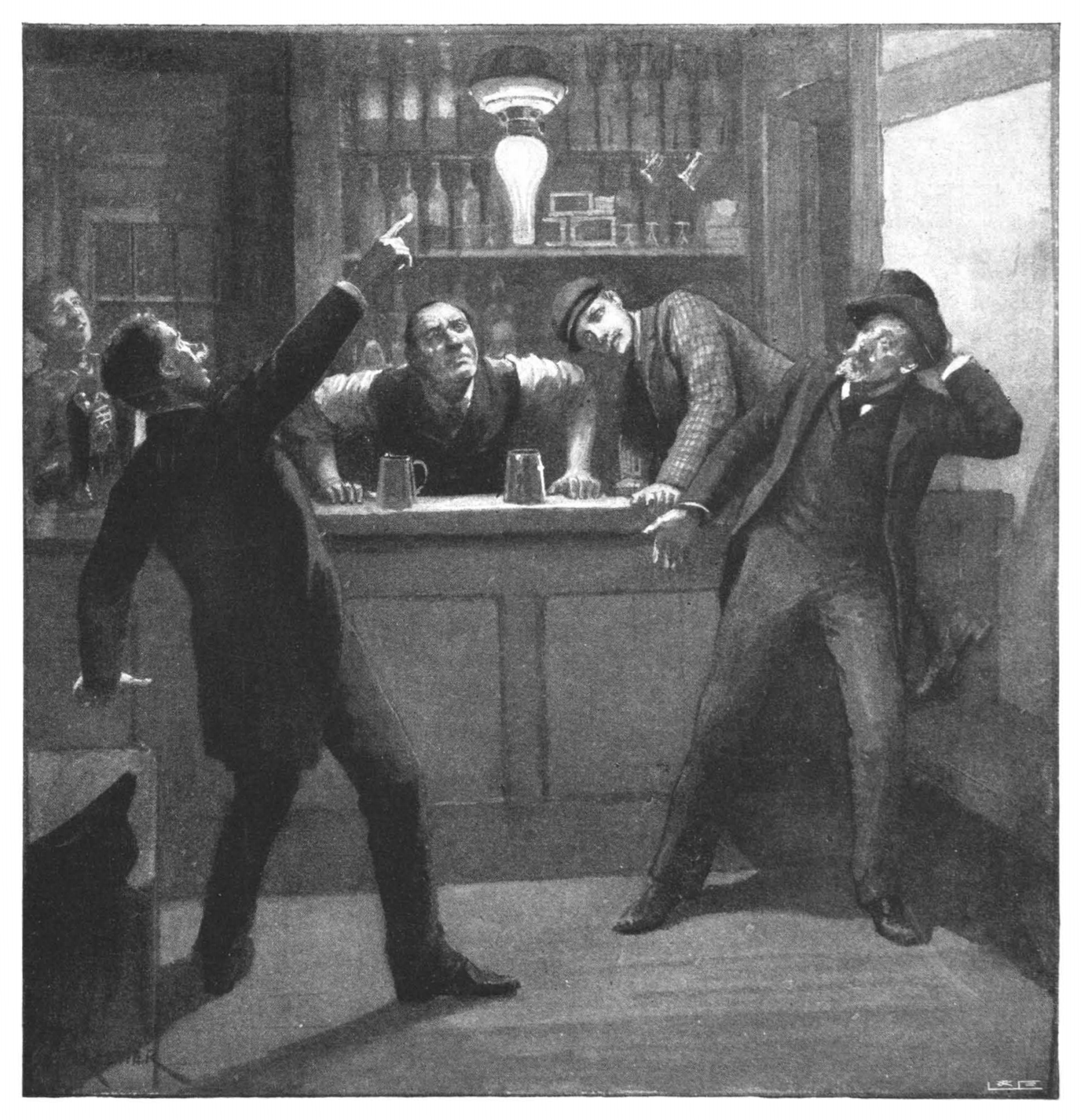
小説の挿絵(『The Illustrated London News』1898夏、画アメデ・フォレスティエ)

『奇蹟人間』（きせきにんげん、英: The Man Who Could Work Miracles）は、1936年のイギリスのファンタジー・コメディ映画。H・G・ウエルズが1898年に発表した短編小説『奇蹟を行う男』を自らの手で脚色し、社会主義者であった彼のイギリス上流階級に対する不満や、当時ヨーロッパで勢力を増していた共産主義、ファシズム、ナチズムの脅威が反映されたものとなった。製作はアレクサンダー・コルダ。監督はドイツ出身のアメリカ人監督ロウター・メンディス。

## ストーリー
3人の神々が実験のため、イギリスに住む中年の仕立て屋フォザリンゲイに超能力を与える。フォザリンゲイは最初こそ戸惑うがすぐに喜び、家具を浮かしたり、三角帽子から猫を出現させたり、同僚の女性店員の怪我やソバカスを治したり、嫌いな警官を火だるまにしたうえでサンフランシスコまで瞬間移動させたりする。しかし、超能力にはひとつだけできないことがあった。それは人の心を変えることで、思いを寄せる女性店員エーダが自分に恋するよう超能力をかけてみたが、まったく効かなかった。
フォザリンゲイは奇蹟を行う男として、町の話題になる。その超能力を何に使うかについて、ビジネスで大儲けしたらという者もいれば、慈善に使うべきだという者もいた。
フォザリンゲイは町の有力者であるウィンスタンレイ大佐の家の酒を石鹸水に変え、所蔵している武器を農具に変える。そうすることで、ウィンスタンレイの心を平和を愛する心に変えようとしたのだ。しかし、ウィンスタンレイは考えを改めるどころか、フォザリンゲイを危険人物とみなし、射殺しようとする。不死身の身体のおかげで死なずにすんだフォザリンゲイは報復としてウィンスタンレイの屋敷を大理石の宮殿に変え、そこに世界の指導者たちを召喚して自分は世界の王となり、戦争や疫病、飢饉のないユートピアにするよう皆に命令する。しかし、時間が欲しいと言われたので、フォザリンゲイは地球の自転を止める。たちまち地上はカタストロフとなり、破滅する。
フォザリンゲイは最後の力で、超能力を得る直前に戻る。奇蹟は二度と起こらなかった。

## キャスト
- フォザリンゲイ：ローランド・ヤング（英語版）
- ウィンスタンレイ大佐：ラルフ・リチャードソン
- グリスビー：エドワード・チャップマン（英語版）
- メイディッグ：アーネスト・セジガー （英語版）
- エーダ：ジョーン・ガードナー
- マギー：ソフィー・スチュワート
- ビル：ロバート・コクレーン
- グリスビーの家政婦：レディ・ツリー
- バンフィールド：ローレンス・ハンレイ
- ウィンスタンレイ大佐の執事：ジョージ・ザッコ（英語版）
- ウインス：ウォーリー・ルピノ
- エフィー：ジョーン・ヒックソン（英語版）
- スミシー：ウォーリー・パッチ
- トデュ：マーク・デーリー
- 神：アイヴァン・ブラント
- 神：ジョージ・サンダース
- 神：トリン・サッチャー

## 評価
1936年、小説家のグレアム・グリーンは『The Spectator』誌にこの映画のことを書いた。「演出と製作が話にならない。これはウエルズ氏のせいではない。さらに監督のロウター・メンディス氏のせいでもないのかもしれない。緩慢さ、下品さ、過度の強調はコルダ氏のプロダクションの特徴だからだ」
『ニューヨーク・タイムズ』紙のフランク・ニュージェントは「謹直なウエルズ哲学が透けて見える楽しいユーモア・ファンタジー」と評価し、ローランド・ヤングの演技を「ノミの心臓を持ち、想像力に欠ける小市民を演じきり、人間のはかなさと善行を体現している」と賞賛した。「ロウター・メンディスの演出は陽気さと学識深さとの健全な均衡を達成している。ようするに、ウエルズ氏は新たな表現手段をうまくこなしている」